# Drapeau de la Tasmanie

Drapeau du Gouverneur (1876-1977)

Drapeau utilisé en Novembre 1875

Le drapeau de la Tasmanie est le drapeau officiel de l'État de la Tasmanie, en Australie. Sa version actuelle a été adoptée le 25 septembre 1876 par proclamation du gouverneur colonial Frederick Weld
Il s'agit d'un Blue Ensign britannique, avec sur le battant un disque de blanc avec, en son centre, un lion rouge. Il est assez ressemblant au drapeau du Bornéo du Nord où la différence tient à la posture du lion sur un disque de fond jaune.

## Histoire
Suivant l'établissement permanent de la souveraineté Britannique sur les terres de la Tasmanie. La Tasmanie a été autorisée d'un Gouvernement responsable en 1856. Mais la colonie ne reçut pas son propre drapeau jusqu'à que la Reine Victoria avait d'abord proposé le 7 août 1869, que la colonie de Tasmanie (et d'autres colonies australiennes) devait adoptées un Union flag avec au centre le sceau d'état. Avant l'adoption officielle du drapeau local, un pavillon marchand officieux était occasionnellement utilisé.
Le premier drapeau local de Tasmanie a été adoptée par le Gouverneur colonial Frederick Weld le 9 novembre 1875. Le drapeau était une croix blanche sur un fond bleu, dans le canton était l'Union Flag, et la constellation de la Croix du Sud. Le Blue Ensign et Red Ensign (utilisé respectivement par les navires du Gouvernement et par les navires privés) devaient avoir une croix blanche ajoutée. À l'extrémité de chaque drapeau, la Croix du Sud devait constitué d'étoiles blanches au-dessus et au-dessous du bras horizontal de la croix. Deux semaines plus tard, le 23 novembre, ces drapeaux ont été officiellement abandonnés parce que Henry Herbert (4e comte de Carnarvon), le Secrétaire d'État aux Colonies (Royaume-Uni) à Londres, il est clair qu'un seul badge pourraient être mis à la volée à la fin de l'enseigne, tel que défini par la règle de l'Amirauté Britannique.
Un an plus tard le Gouvernement de Tasmanie décide, avec l'Amirauté Britannique, que le sceau pour la colonie devait être un lion rouge sur un disque blanc. Originellement le lion était doré, au-dessus d'un golden torse, ce qui le nouveau drapeau omis en faveur d'un rouge plus traditionnel.
Un Blue Ensign britannique avec l'insigne servait les navires du gouvernement de Tasmanie, et les navires privés devaient arborer un Red Ensign britannique non dégradé. Après que la Tasmanie est devenue un État le 1er janvier 1901, le Pavillon bleu de Tasmanie était rarement utilisé et était réservé à des fins officielles. La plupart des navires préférèrent bientôt hisser sous le Red Ensign australien.
Le 3 septembre 1975, une proclamation gouvernementale par le Gouverneur Stanley Burbury, et approuvé par le Premier Ministre Bill Neilson établi le drapeau officiel de la Tasmanie, bien qu'il ait techniquement déjà été « officiellement » adoptée lorsqu'elle a été publiée au journal officiel en 1876. Depuis ce temps, il a été acceptable pour les citoyens à utiliser le drapeau, bien qu'il soit rare de les voir faire.

## Modification proposé
Il a été suggéré que le drapeau d'état de Tasmanie n'est pas représentatif de l'île, et devait être changé pour quelque chose de plus approprié.
L'impulsion pour changer le drapeau de l'état est une partie de l'ensemble de la pousser à changer le drapeau national de l'Australie.
Le 8 Juin 2020 lesite web du journal Tasmanie Times à lancé un concours public pour les dessins et modèles afin de remplacer le drapeau.